# リボルバー・オセロット
- メタルギアシリーズ > メタルギアシリーズの登場人物 > リボルバー・オセロット

リボルバー・オセロット（Revolver Ocelot、1944年 - 2014年）は、コナミ（現、コナミデジタルエンタテインメント）のアクションゲーム、メタルギアシリーズに登場する架空の人物。

## 概要
ハイテク特殊部隊「FOXFOUND」隊員の一人。冷戦期はソビエト連邦軍参謀本部情報総局（GRU）に所属しており、ソ連のアフガン侵攻に参加した際、敵対するムジャヒディン（アフガンゲリラ）に、シャラシャーシカの異名で恐れられていた。
マカロニ・ウェスタンが趣味で、射撃と拷問が特技。「弾の気持ちが分かる」と豪語し、その言葉に偽りなく、跳弾をコントロールして障害物の裏に隠れた敵を銃撃するほどの射撃の腕前を持つ。『MGSVTPP』では乗馬も上手く、スネークを補佐した。
母語であるロシア語のほか、英語・フランス語・スペイン語・ドイツ語・イタリア語・ポルトガル語も使いこなす。
本名はアダムスカで、第二次世界大戦中の連合国軍特殊部隊「コブラ部隊」隊長ザ・ボスと同部隊隊員ザ・ソローの息子。1944年、ノルマンディー上陸作戦に参加していたザ・ボスが戦場で出産し、誕生する。しかし「賢者達」と呼ばれる組織によって取り上げられ、彼らに育てられたことでシリーズを通して二重・三重スパイとして暗躍している。なお『メタルギアソリッド3』では、スネークの協力者として「ADAM」のコードネームで廃工場で合流するはずだったが現れず、中国のスパイであったEVA（タチアナ）に成り代わられる（ADAMとしての行動については後述）。
個人的に嫌いな物はフランスに関連するもの。『MGS2』のプラント編では移植されたリキッドの右腕が独自の遺志を持っているかのような症状が露わになった際に、そばにいたソリダスからは、彼が元々右腕の移植手術を手配した関係で「リヨンに本拠地を置く世界最高の移植チーム」と発言したのに対し、「フランス人は信用ならん！」と返している。このフランス嫌いについて『MGSVTPP』ではビッグ・ボスと「恐るべき子供達」について会話をする際、このフランス名である「レ・アンファン・テリブル（Les Enfants Terribles）」をやや嫌々そうに発言したことに対して「フランス嫌いは相変わらずか」と言われているが、オセロット本人は「いえ、エカテリーナの時代が苦手なだけです。宮廷にはいい印象がない」とその理由を明かしている。
モデルは実在した映画俳優のリー・ヴァン・クリーフ。

## 経歴
1964年のスネークイーター作戦以前からソ連軍特殊部隊に所属し、『メタルギアソリッド3』ではGRUの特殊部隊「山猫部隊」の隊長として、当時20代だったにもかかわらず指揮能力に長け、一度はスネークの不意を突いたほどである。
ソビエト連邦の崩壊後はオモン （OMOH、民警特殊任務部隊）を経て、ロシア税務警察の突撃部隊に籍を置く。その後は、KGB第一総局を前身とするSVRの特殊作戦部門に所属したという経歴を持つが、これは偽装である。
後にスカウトにより、アメリカ特殊部隊FOXHOUNDに入隊する。

## 来歴・関わった事件

### ヴァーチャスミッション/スネークイーター作戦
- 『メタルギアソリッド3』（2004年発売）

1964年8月24日・同年8月30日。黒い軍服と赤いベレー帽が特徴的なGRU所属の少佐兼「山猫部隊」隊長として登場。年齢は当時20歳だが、この頃から早撃ちや跳弾を自在に操る卓越した射撃技術を身に付けている。体裁に強くこだわりを持っており、ブーツに拍車を付け、ガンプレイを好むなど、すでにマカロニウェスタンマニアの傾向がある。
ネイキッド・スネークと出会うまではマカロフ PMを携行しており、ソコロフをめぐって初めて対峙した際は、スネークをザ・ボスと勘違いし、取り囲んでいたKGBの兵士を一人で全滅、直後にボスではないと気付き、待機していた部下と共にスネークへ戦いを仕掛けるも、初弾排莢を素手で行う行為(スネークからは「聞きかじっただけの行為を実戦で試すものじゃない」、その後の無線で「中東でよく行われているもの」と言われる)、後述の撃つ際の癖などでマカロフが弾詰まりを起こしたことでそれをきっかけに部下共々敗北。この際に、スネークから早撃ちの腕を『いいセンスだ』と評価されながらも、自動拳銃では動作不良の原因となる射撃時に肘を曲げて反動を逃がす癖を見抜かれ「自動拳銃に向いていない、どちらかといえばリボルバー向き」とアドバイスされ、以降はシングル・アクション・アーミー (SAA) を携行し、遺恨として弾詰まりを起こした弾丸をネックレスとして身に付ける。その後、スネークイーター作戦のため廃工場で合流していたスネークとEVAに部隊で奇襲をかけ、EVAを人質に取ってスネークと再度対峙。持ち替えたリボルバーを振りかざして慢心していたが、スネークを挑発した際に銃を持ち替えたことで装弾数が変わっていることを忘れ、6発全弾を撃ち尽くしてしまっていたためEVAの反撃に遭い敗北。さらにこの時携行していた鑑賞用の装飾がついたリボルバーをスネークにからかわれてしまう。しばらくしてザ・ボスからスネークの居場所を聞き、黒のリボルバーを2挺携行して、ボルシャヤ・パストのクレバスで待ち伏せ、現れたスネークに一対一の勝負を仕掛けるが、戦闘途中でザ・ペインの操る蜂の大群に邪魔されてしまう。
スネークに最後の勝負を挑んだ際には短期間の内にCQCを会得しているなど、格闘術の才能もかなりのもの。
スネークとの決着をつけることに執着しては敗北を繰り返しているが、その度に急速に実力をつけていくと共に、徐々にスネークに心酔していった。対するスネークの方もオセロットには目を掛け、彼を殺せる状況にあっても決して手を下そうとはせず、逆に二度も命を救っている。プレイヤー次第では殺害する事も可能だが、後述のようにゲームオーバーとなる。
ゲーム中ではボルシャヤ・パストのクレバスで初めてのボスとして対峙することになる。岩影を移動しながらの覗き撃ちや飛び出し撃ちを駆使し、全体的にアクティブな戦闘となる。ボスの中で唯一銃の残弾数が表示されている。
実は、コブラ部隊隊長ザ・ボスと同部隊隊員ザ・ソローの息子であり、生後間も無く賢者達によって奪われ、そこで育てられたことが示唆されている。EVAの話では、実際に育てたのはGRUとヴォルギン大佐だとされている。後にADAMのコードネームでアメリカの賢者達（後の愛国者達）のスパイとなり、劇中ではスネークをサポート、利用して「賢者の遺産」を奪うために送り込まれたGRU←KGB←CIAの三重スパイとして暗躍した。
シリーズの過去を描いている本作において、何らかの手段でオセロットを殺害すると、タイムパラドックスを発生させたとしてゲームオーバーになってしまう。劇中でオセロットと戦闘する場面の結末は、イベントで中断される（オセロットのLIFEゲージを0にして勝利しても殺傷扱いされない）、あるいはイベントムービー後に気絶した状態で終わる。

### サンヒエロニモ半島事件
- 『メタルギアソリッド ポータブル・オプス』（2006年発売）

1970年。本作の舞台であるサンヒエロニモ半島ではなく、エンディングのデモシーンで登場する。階級はGRUの少佐。引き続きSAAを愛用している。
何者かの後ろ盾を得て活動しており、CIA本部の核シェルターに避難しようとしたCIA長官を待ち伏せし殺害。賢者達のリストと遺産を奪う。
最後の電話シーンでは、オセロットの協力者はゲノムを利用したある計画（恐るべき子供達計画）を企てており、自分がその計画に手を貸すにはビッグ・ボスの協力が必要だと述べている。この協力者はオセロットから「ヌル（ゼロ）と同じコードネームを持つ男」と呼ばれており、ゼロ少佐であることが示唆されている。
一定の条件を満たすとスネークとの無線会話シーンがある。これは双方とも意図しない通信であり、互いに通信相手に驚きつつ情報は明かさず、ジョークを交えた軽い会話を交わすだけで交信を終えた。このイベントを発生させると次周からプレイヤーキャラとしても使用可能（ただし、こちらはおまけ的な要素であり、『MPO』のストーリーにもメタルギアサーガにも影響しない）。ハンドガンスキルとCQCスキルが高い以外に他の一般兵と性能に違いはない。

### THE PHANTOM PAIN
- 『メタルギアソリッドV ファントムペイン』（2015年発売）

1984年。ビッグ・ボスが9年間の昏睡に陥っている間に彼の相棒であるカズヒラ・ミラーが立ち上げていた組織、ダイヤモンド・ドッグズ(DD)に合流する。そして覚醒したビッグ・ボスを世界の目から逸らすためにゼロの要請を受け、同じく昏睡状態に陥っていたメディック（衛生兵）をビッグ・ボスのファントム（影武者）に仕立て上げる。そして彼をキプロスのデケリアにある病院から連れ出し、アフガンで捕らわれたミラー救出の任務を与えたのちにDDのマザーベースへ帰還する。その後はダブルシンク（二重思考）の自己暗示によって一旦本物のビッグボスのことを忘れ、ヴェノムが本物だと思い込んだ上で行動する（しかし本物には敬語に対し、ヴェノムには敬語を使わないと言った、完璧に思い込めてない部分がある）。
現在もGRU所属の身の為に表立った現場活動が出来ないが、マザーベースからの指揮とスタッフ育成ならびに士気の保持に協力する。戦術教官としてスタッフを鍛えると同時に、ビッグ・ボスの参謀としても活躍する。今作では冷静かつ合理的な判断を下す描写が多く、復讐の念から強硬手段に訴えがちなミラーのストッパー役となっている。また、スパイとしてDDに参加しているわけではないので上記のダブルシンク以外に演技や自己暗示を行っておらず、そのため他の作品で見られるような芝居がかった大仰な言動が見られない。
今作ではビッグ・ボスやかつての同士だったゼロに対しては敬語で話していることが判明（ボスのファントムであるヴェノム・スネークには他作品でスネークに対するものと同じ口調で話す）。すでにビッグ・ボスからザ・ボスの息子であるとはっきりと知られており、日本語版においては会話の中で一度だけ「ジュニア（ザ・ボスの息子）」と呼ばれているテープが一つだけ存在する。

### シャドー・モセス島事件
- 『メタルギアソリッド』（1998年発売）

2005年。シャドー・モセス島におけるリキッド・スネークのFOXHOUND武装蜂起に参加する。アームズ・テック社のケネス・ベイカー社長をワイヤーとC4爆弾で縛りつけ、潜入したソリッド・スネークを待ち受けて戦いを挑むが、サイボーグ忍者（グレイ・フォックス）に右腕を斬り落とされて逃走した。
シャドー・モセス島陥落の際にはメタルギアおよび新型核弾頭の演習データを持って脱出。当時のアメリカ大統領ジョージ・シアーズ（ソリダス・スネーク）にデータを渡している。ロシアのセルゲイ・ゴルルコビッチ大佐の私兵部隊との合流を目指し、ソ連再建が目的とも語っていたが、これは偽りだった。
劇中では、DARPAの局長ドナルド・アンダーソン（シギント）を拷問中の事故に見せかけて殺害している。また、優性遺伝子を受け継いでいたのがリキッド、劣性遺伝子を受け継いでいたのがソリッドであることも知っていた。

### マンハッタン沖タンカー沈没事件（タンカー編） / ビッグ・シェル占拠事件（プラント編）
- 『メタルギアソリッド2』（2001年発売）

2007年8月8日。シャドー・モセス島事件以降、ブラックマーケットにメタルギアの情報を流し、メタルギアの亜種の発生に暗躍。海兵隊の水陸両用メタルギア「メタルギアRAY」を奪取する計画を立案し、ソリッド・スネークたちの偽装タンカー潜入を影で演出した上でゴルルコビッチ大佐とその私兵部隊と共に偽装タンカーを占拠する。その際スコット・ドルフ海兵隊司令官を殺害、さらにゴルルコビッチをも裏切って殺害し、RAY試作機を強奪、タンカーを爆破・沈没させて逃走した。この時点でオセロットが「愛国者達」のスパイであることが明示される。
その後はサイファーを使って撮影したスネークの写真を公開し、全ての罪をスネークに被せた。
シャドー・モセス島事件で右腕を切断されたため、右肩にリキッドの腕を移植しており、右利きだったのを左利きに矯正している。劇中ではリキッドの意思がオセロットの意識を乗っ取ろうとする描写がある。腕を移植した理由として「早撃ちの名声を失いたくなかったため」とリキッドに解釈されている（『バンドデシネ』）。
『バンドデシネ』では作中にリキッドの幻影が現れ、彼によって肉体を徐々に支配され、オセロットがそれに葛藤する描写が存在する。また、リキッドと共に『メタルギアソリッド3』に登場したコブラ部隊のメンバーのザ・ソローが登場し、オセロットを酷評する描写が存在する。腕にリキッドの意思が宿っていたことに関しては、リキッドが「俺たちは普通の人間の肉体とは違う」とビッグ・ボスのクローンであるが故の現象だと説明している。またザ・ソローの息子であるが故の霊媒体質も影響しているとされている（あくまで『バンドデシネ』での設定である）。
そして2009年4月29日。ソリダスらと共に武装蜂起に参加するが、実はこの蜂起そのものが「愛国者達」の演習であり、オセロットはそのデータ収集を任されていた。最終的にリキッドに精神を乗っ取られたかのような言動を見せ、「愛国者達を葬りに行く」と言い残し、メタルギアRAYに乗って海中に姿を消した。

### ガンズ・オブ・ザ・パトリオット事件
- 『メタルギアソリッド4』（2008年発売）

2014年。リキッド・オセロットと名乗って民間軍事会社「アウターヘブン」を率い、「アウターヘイブン」と呼ばれる場で「愛国者達」への蹶起を企てていた。移植・使用していたリキッドの右腕を機械式の義手に交換。
作中ではSOPシステムや愛国者のA.I.ネットワークの乗っ取りを目論んで暗躍とスネーク達との死闘を繰り返す。
実は一連の行動はリキッド・スネークに精神を乗っ取られたのではなく、実際はオセロットが「愛国者達」の混乱を誘うため、腕の移植に加え自己暗示などまで用いあえて自分を洗脳してドッペルゲンガーとなったのである。この洗脳技術は「愛国者達」のS3計画から生まれたものを発展させたもの。
彼のシリーズを通した真の目的は、愛国者達のシステムの破壊と、それによって肉体に精神を閉じ込められた状態で幽閉されているビッグボスの解放。この為に最初からEVAやナオミと繋がっており、メタルギアソリッドでのグレイ・フォックスの解放や、それによるクラーク博士（パラメディック）暗殺もドナルド・アンダーソン殺害もこの為の布石だった。つまり彼は、最初からビッグボスへの忠誠心で動いていたのである。
最終的に、ビッグボス（に見せかけたソリダスの遺体）の遺伝子コードを利用して、SOPシステムを完全掌握。その後、ソリッド・スネークが愛国者達の代理AI、J.D.（ジョン・ドゥ）を破壊したことで、オセロットの最終目的であったビッグ・ボスの解放が実現されることになった。
目的は果たしたが、あくまでリキッドとしての「個人的な決着」をつけるべくソリッド・スネークと最後の対決を行う。殴り合いの中で徐々にオセロット本来の精神が目覚めているかのような振る舞いを見せ、互いに満身創痍になりながらも敗北する。敗北後は本来のオセロットとして「流石、あの男の息子」「いいセンスだ」とかつてビッグボスに送られたのと同じ賞賛の言葉をスネークに送り、スネークの新型FOXDIEによって息を引き取った。満70歳没。
ラストボスであり、最終決戦時には残り体力に応じて『MGS』から『MGS3』までのBGMと画面構成、体力ゲージが順に再現されていく。同時に体力ゲージの名前も原典に合わせて「LIQUID」→「LIQUID OCELOT」→「OCELOT」と変化していき、リキッドとしての暗示から本来のオセロットの精神状態に徐々に戻っている事を示すような表現となっている。

## 声優
- 戸谷公次（『メタルギアソリッド』 / 『メタルギアソリッド2』 / 『メタルギアソリッド4』のワンシーン）
- 沢木郁也（『バンドデシネ』）
- 銀河万丈（『メタルギアソリッド4』）
- パトリック・ジマーマン（『メタルギアソリッド』 / 『メタルギアソリッド2』 / 『メタルギアソリッド4』英語版）

壮年期
- 三上哲（『メタルギアソリッドV』）
- トロイ・ベイカー（『メタルギアソリッドV』英語版）

青年期
- 山崎たくみ（『メタルギアソリッド3』 / 『ポータブル・オプス』）
- ジョシュ・キートン（『メタルギアソリッド3』 / 『ポータブル・オプス』英語版）

初登場となる老年期は戸谷、およびジマーマンであり、『MGS2』でリキッドの意識が表層化すると彼の担当声優である銀河、およびクラークの声に変化する。一方、『MGS4』の英語版では肉体に合わせてリキッド・オセロット状態でも元のオセロット役であるジマーマンが演じている。しかし日本版では本来の担当の戸谷が死去していたため、『MGS2』同様にリキッドの声に変化している設定で銀河が演じている（『バンドデシネ』の沢木は戸谷の代役）。
作中におけるリキッド・オセロット時の声の変化については一定しておらず、『メタルギアソリッド2 バンドデシネ』では変化後に「その声は！」という実際に声が変化している事を示す台詞がある。小説版『メタルギア ソリッド サブスタンスII -マンハッタン-』では「オセロットの声で」と声が変化していないことが明言されている。